# Parapsammodius puncticollis
Parapsammodius puncticollis är en skalbaggsart som beskrevs av Leconte 1858. Parapsammodius puncticollis ingår i släktet Parapsammodius och familjen Aphodiidae. Inga underarter finns listade i Catalogue of Life.